# Miss France 1971
Miss France 1971 est la 41e élection de Miss France. Elle a lieu à l'Hôtel Frantel, à Rungis, le jeudi 31 décembre 1970.
Myriam Stocco, 21 ans, 1,75 m, Miss Languedoc 1970 remporte le titre et succède à Micheline Beaurain, Miss Paris 1969 puis Miss France 1970.
Elle sera par la suite 5e dauphine de Miss Univers 1971, 6e dauphine de Miss Monde 1971 et 3e dauphine de Miss Europe 1971.

## Déroulement
L'élection fait l'objet d'un reportage pour l'ORTF. Le public peu nombreux, environ 200 personnes était amené à voter. Sur 183 bulletins collectés, les 7 lauréates qui ont obtenu le plus de voix étaient Miss Languedoc : 62 voix, Miss Côte de beauté : 15 voix, Miss Gascogne : 11 voix, Miss Jura : 10 voix, Miss Touraine : 7 voix et Miss Aquitaine : 3 voix. Le jury entérina le choix du public. La soirée était présentée par Louis de Fontenay et Mario Cotti. La manifestation se déroulait sur 3 jours, du lundi 28 au jeudi 31 décembre 1970. La proclamation des résultats se faisait au-delà de minuit, soit aux premières heures de 1971, le 1er janvier.

## Jury
Claude Berr, Micheline Beaurain, Mario Cotti, Christian Dufourg, Mme Duplan, Geneviève de Fontenay, Jacqueline Gayraud, Robert Grandin, Fernande Kister, Mr Lhotellier, Pierre Loctin, Max Micol, Victor N'Joli, Roger Pujol, Claude Rochette, Pierre Serre, Mr Stempfel, Charles Vauchez et Fernand Veran.

## Candidates
36 candidates, 34 plus 2 hors concours ( La ou les candidates qui devai(en)t représenter la région dans laquelle se déroulait la finale étai(en)t hors concours).  les 36 candidates étaient Miss :
- Agen, Anne-Marie Archiapati
- Antilles, Odile Lamain
- Aquitaine, Christiane Campello
- Arcachon, Joëlle Placaud
- Ardennes, Dany Martinet
- Armagnac, Jacqueline Stringher
- Auvergne, D. Laboureau
- Besançon, Françoise Maitre
- Bordeaux, Marie-Hélène Agam
- Bretagne, Annie Cadiou
- Brie-Champagne, Mercèdes Castiblanque
- Bugey, Roselyne Rivière
- Côte d'Azur, Elisabeth Durand
- Côte Basque, Paulette Pemartin
- Côte de Beauté, Nadine Labadie-Wolf
- Creuse, Nicole Gaudron
- Deux-Sèvres, Claudine Gatard
- Flandres, Doriane Chretien
- Franche-Comté, Danielle Lapouge
- Gascogne, Thérèse Thiel
- Indre, Marie-Chantal Clerte
- Isère, Marie-Claude Court
- Jura, Ghislaine Bochard
- Languedoc, Myriam Stocco
- Lorraine, Murielle Jacquot
- Lozère, Françoise Saubert
- Mayenne (de la) Catherine Cornier
- Normandie, Nicole Doyer
- Poitou, Chantal Charruault
- Sarthe, Mylène Renoult
- Territoire de Belfort, Françoise Carnovali
- Toulouse, Agnès Smetshe
- Touraine, Annie Fraile
- Tours, Chantal Rourer
- Miss Ile-de-France, Michèle Mauger HORS CONCOURS
- Miss Paris, Nadine Lorcery HORS CONCOURS

## Classement final
| Résultat         | Candidate           | Région              |
| ---------------- | ------------------- | ------------------- |
| Miss France 1971 | Myriam Stocco       | Miss Languedoc      |
| 1re dauphine     | Nadine Labadie Wolf | Miss Côte de Beauté |
| 2e dauphine      | Thérèse Thiel       | Miss Gascogne       |
| 3e dauphine      | Ghislaine Bochard   | Miss Jura           |
| 4e dauphine      | Annie Fraile        | Miss Touraine       |
| 5e dauphine      | Anita Cadiou        | Miss Bretagne       |
| 6e dauphine      | Christiane Campello | Miss Aquitaine      |

- Prix de la coiffure : Miss Franche Comté, Danielle Lapouge
- Prix de la courtoisie : Miss Besançon, Françoise Maitre
- Prix de la Distinction : Miss Armagnac, Jacqueline Stringher
- Prix du Sourire : Miss Lorraine, Murielle Jacquot
- Prix de l'Elégance : Miss Tours, Chantal Rourer
- Prix du Costume Régional : Miss Antilles, Odile Lamain
- Prix de Waleffe : Miss Ardennes, Dany Martinet et Miss Bordeaux, Marie-Hélène Agam